# Ту Чейнс
Тоухид Епс, по-известен като Ту Чейнс („Два ланеца“; на английски: 2 Chainz), (роден на 13 септември 1976) е американски рапър. Преди да стане рапър е бил баскетболист.

## Дискография
Албуми
- Based on a T.R.U. Story (2012)

Сингли
- „No Lie“ (с участието на Дрейк)
- „Birthday Song“ (с участието на Кание Уест)